# Anita Wood

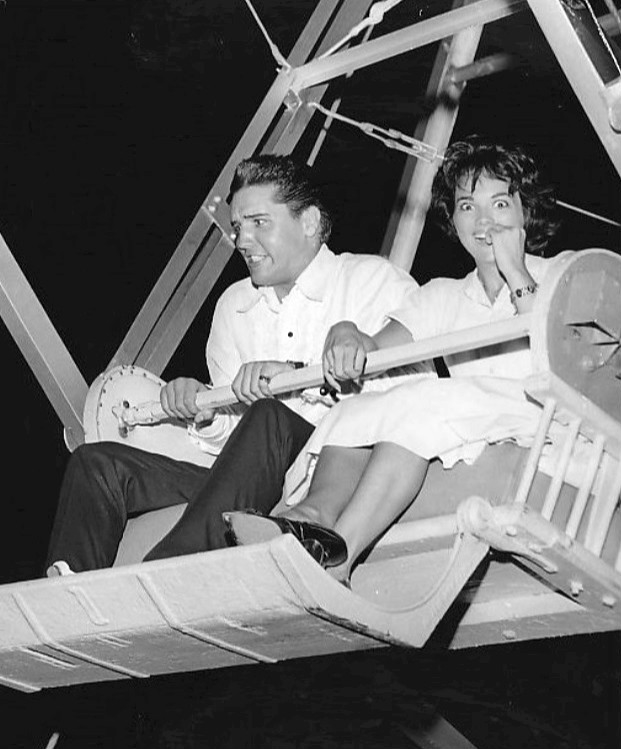
Anita Wood mit Elvis Presley (1960)

Anita Marie Wood Brewer (* 27. Mai 1938 in Bells, Tennessee; † 29. Juni 2023 in Jackson, Mississippi) war eine US-amerikanische Rundfunk-Moderatorin, Schauspielerin und Sängerin. Bekannt wurde sie vor allem als die erste langjährige Freundin von Elvis Presley.

## Leben
Anita Wood war die älteste von vier Geschwistern. Bereits als Kind erhielt sie Schauspiel- und Gesangsunterricht. Im Alter von 12 Jahren wurde sie bei einem Konzert des Bandleaders und Komponisten Sanny Kaye in Memphis entdeckt, als er im Publikum nach Teilnehmern für seinen Wettbewerb So You Want to Lead a Band suchte. Sie wurde ausgewählt und gewann im Februar 1951 den nationalen Wettbewerb. Außerdem spielte sie in Theatergruppen. Im Alter von 16 Jahren gewann sie den in Memphis ausgetragenen Talentwettbewerb Midsouth Youth Talent Contest mit dem Song What a Dream. Beim Radiosender WTJS in Jackson, Tennessee, erhielt sie eine eigene Radiosendung für Teenager mit dem Titel Antics with Anita.
1956 gewann sie einen Schönheitswettbewerb und 1957 kam sie beruflich nach Memphis, wo sie in der Fernsehshow Top 10 Dance Party with Wink Martindale auftrat. Elvis Presley, der die Fernsehshow gesehen hatte, war von ihr so beeindruckt, dass er einen Kontakt zu ihr herstellen ließ und sich mit ihr verabredete. Die beiden verliebten sich und bald zog Anita Wood in Graceland ein. Auch nach Presleys Rückkehr von seiner Armyzeit in Deutschland, wo er seine spätere Ehefrau Priscilla Beaulieu kennengelernt hatte, lebten die beiden gemeinsam in Graceland. Als Wood von Presleys Verliebtheit zu Priscilla erfuhr, verließ sie ihn nach fünfjähriger Beziehung am 6. August 1962. Sie begründete die Trennung mit den Worten: „Es ist deutlich, dass Elvis noch nicht bereit ist, sich ernsthaft zu binden.“
Bald danach lernte Wood den NFL-Profi Johnny Brewer kennen, der zu jener Zeit bei Presleys Lieblingsverein Cleveland Browns unter Vertrag stand. Am 13. Juni 1964 heirateten Wood und Brewer. Nach der Hochzeit gab sie ihre berufliche Laufbahn auf und widmete sich ganz ihrer Familie mit drei Kindern. Nach dem Tod ihres Mannes 2011 schrieb sie zusammen mit ihrer Tochter Jonnita Brewer Barrett ihre Erinnerungen an die Zeit mit Elvis Presley nieder. Das Buch erschien 2012 unter dem Titel Once Upon a Time – Elvis and Anita. Memories of My Mother unter der Autorenschaft ihrer Tochter.
Obwohl Wood bereits 1957 ein Filmangebot erhalten hatte, verzichtete sie Presley zuliebe darauf, nach Hollywood zu gehen. In den 2000er Jahren kam sie dann doch noch zur Filmschauspielerei. Zunächst wirkte sie in der 2001 uraufgeführten Komödie Dream mit, anschließend in je einer Episode der Fernsehserien Heartbeat (2002) und The Courtroom (2004) sowie in zwei Kurzfilmen aus dem Jahr 2009, To a Lesser Degree und Five Minutes. Sie starb im Juni 2023 im Alter von 85 Jahren in Jackson.

## Diskographie
Folgende Singles sind von Anita Wood erschienen:

- 1958: Crying In The Chapel / I`m Liking This
- 1960: Mama (He Treats Your Daughter Mean) / It Hurts To My Heart
- 1961: I’ll Wait Forever / I Can’t Show How I Feel
- 1963: Still / Memories Of You
- 1963: Two Young Fools In Love / Memories Of You
- 1964: Dream Baby / This Has Happened Before